# Elección especial al Senado de los Estados Unidos en Nebraska de 2024
Las elecciones especiales del Senado de los Estados Unidos de 2024 en Nebraska se llevaron a cabo el 5 de noviembre de 2024 para elegir al miembro de Clase 2 del Senado de los Estados Unidos de Nebraska, para completar el mandato de Ben Sasse, quien renunció el 8 de enero de 2023 para convertirse en el presidente de la Universidad de Florida. El 12 de enero de 2023, el gobernador Jim Pillen nombró al exgobernador republicano (y candidato al Senado en 2006) Pete Ricketts para ocupar el puesto por el resto del 118.º Congreso de los Estados Unidos. Ricketts anunció que se postularía para la reelección en 2024 y 2026.